# إليشا د. كولين
إليشا د. كولين (بالإنجليزية: Elisha D. Cullen) هو محامي وسياسي أمريكي، ولد في 23 أبريل 1799 في الولايات المتحدة، وتوفي في 8 فبراير 1862 في نفس البلد. حزبياً، نشط في حزب لا أدري. وقد انتخب عضو مجلس النواب الأمريكي.